# Ricky Stanicky
Ricky Stanicky ist ein US-amerikanischer Spielfilm aus dem Jahr 2024 von Peter Farrelly mit Zac Efron, John Cena, Andrew Santino, Jermaine Fowler und William H. Macy. Auf Prime Video wurde die Filmkomödie am 7. März 2024 veröffentlicht. Auf ProSieben wurde der Film am 10. März 2025 erstmals ausgestrahlt.

## Handlung
Dean, JT und Wes sind drei langjährige Freunde. Für jeden Fehler, den sie begehen, und als Ausrede für verschiedene Freizeit-Aktivitäten benutzen sie gegenüber ihren Partnern Ricky Stanicky. Etwa indem sie vorgeben, dass Ricky krank sei und sie sich um ihn kümmern müssen. Allerdings existiert Ricky in Wirklichkeit nicht.
Der Trick funktioniert über viele Jahre, bis die Frauen eines Tages Ricky kennenlernen möchten. In ihrer Not engagieren sie den Schauspieler Rod, der die Rolle des Ricky Stanicky übernimmt. Der hat allerdings den Anspruch, der Rolle wirklich gerecht zu werden.

## Besetzung und Synchronisation
Die deutschsprachige Synchronisation übernahm die Iyuno Germany. Dialogregie führte Cornelia Steiner, die auch das Dialogbuch schrieb.
| Rolle                          | Darsteller       | Synchronsprecher   |
| ------------------------------ | ---------------- | ------------------ |
| Rod Rimestead / Ricky Stanicky | John Cena        | Dennis Schmidt-Foß |
| Carly                          | Apple Farrelly   | Lina Rabea Mohr    |
| Dean Stanton                   | Zac Efron        | Daniel Schlauch    |
| Dean Stanton (jung)            | Riley Stiles     | Nelson Odey        |
| Erin Harford                   | Lex Scott Davis  | Rubina Nath        |
| Gary Polisner                  | Jackson Tozer    | Lucas Wecker       |
| JT Levine                      | Andrew Santino   | Tobias Nath        |
| JT Levine (jung)               | Oscar Wilson     | Louan Schäfer      |
| Keith                          | Daniel Monks     | Jeremias Koschorz  |
| Leona                          | Heather Mitchell | Sabine Arnhold     |
| Miriam Summerhayes             | Jane Badler      | Silvia Mißbach     |
| Mrs. Levine                    | Debra Lawrance   | Denise Gorzelanny  |
| Phillip                        | Ryan Shelton     | Oliver Bender      |
| Rabbi Greenberg                | Jeff Ross        | Jaron Löwenberg    |
| Stan Grant                     | Stan Grant       | Dirk Bublies       |
| Susan Levine                   | Anja Savcic      | Josephine Schmidt  |
| Ted Summerhayes                | William H. Macy  | Joachim Tennstedt  |
| Wes Jezenee                    | Jermaine Fowler  | Tim Sander         |
| Wes Jezenee (jung)             | Gaius Nolan      | Francis Fanselow   |

## Produktion und Hintergrund
Der Film wurde von Smart Entertainment, Footloose Productions, Rocket Science und Michael De Luca Productions produziert, als Produzent fungierten Paul Currie (Footloose Productions), Thorsten Schumacher (Rocket Science), John Jacobs (Smart Entertainment) und Michael De Luca. Die Dreharbeiten fanden im Februar und März 2023 in Melbourne in Australien statt.
Das Drehbuch wurde 2010 in die Black List der unverfilmten Drehbücher Hollywoods aufgenommen. Ursprünglich sollte James Franco die Titelrolle übernehmen, 2013 wurde bekanntgegeben, dass Jim Carrey diese Rolle übernehmen soll. Als ursprünglich vorgesehener Regisseur wurde 2013 Jeff Bushell durch Steve Oedekerk ersetzt.
Regisseur Peter Farrelly und Hauptdarsteller Zac Efron arbeiteten zuvor für The Greatest Beer Run Ever (2022) zusammen.

## Rezeption

### Kritiken
Sidney Schering vergab auf Filmstarts.de 1,5 von 5 Sternen. John Cena mache sich einmal mehr mit ansteckender Freude zum Hampelmann. Zum sämtliche Drehbuchschwächen wegspielenden Alleinunterhalter reiche es aber nicht.
Dani Maurer bewertete den Film auf outnow.ch mit 2 von 6 Sternen. So sehr sich John Cena und Kollegen auch anstrenge, der Film bleibe eine Ansammlung plumper Gags und zweideutiger Witzchen. Spätestens in der Halbzeit habe er sein Pülverchen verschossen, auch wenn man mit einem kleinen Twist die zweite Hälfte etwas interessanter machen möchte.
Die österreichische Programmzeitschrift TV-Media (zwei von vier Punkten) urteilte: „Hirn ausschalten und Spaß haben, dann passt’s schon!“ Der Cast sei zugegeben spielfreudig, die Geschichte dafür nicht mehr ganz so innovativ, wie sie vielleicht in den 1990ern oder 2000ern gewesen wäre.
Oliver Armknecht vergab auf film-rezensionen.de vier von zehn Punkten. Der Film habe eigentlich eine nette Grundidee, sei aber seltsames Stückwerk, irgendwo zwischen derb und süßlich. Und langweilig, viel zu lachen gäbe es trotz eines talentierten Teams nicht. Ähnlich urteilte Ilija Glavas auf kinomeister.de, ebenfalls mit vier von zehn Punkten. Auch wenn John Cena sein Bestes gebe, komme die Komödie einfach nur stumpf daher. Sie vergeude eine pfiffige Idee, indem sie die üblichen unlustigen „unter der Gürtellinie“-Gags wiederhole.
Christian Klosz von Film plus Kritik gab dem Film hingegen eine positive Bewertung (8 von 10 Sternen). Er lobte insbesondere John Cenas Leistung und urteilte: „(…) eine gut geschriebene, kurzweilige und sehr unterhaltsame Komödie, unter deren rauer, manchmal banal wirkender Schale sich unerwartete emotionale Tiefe (…) verbirgt.“

### Abrufe
In den Streaming-Charts von JustWatch für die Woche vom 4. bis zum 10. März 2024 wurde der Film auf Platz sieben der Film-Charts gelistet.

### Auszeichnungen und Nominierungen
GLAAD Media Awards 2025
- Nominierung in der Kategorie Outstanding Film – Streaming Or TV[21]